# Leptospermum scoparium
Leptospermum scoparium és una espècie d'arbust o arbre petit natiu de Nova Zelanda i el sud-est d'Austràlia. Es troba en tota Nova Zelanda però és particularment comuna en les costes seques de l'est de l'Illa del Nord i l'Illa del Sud, i a Austràlia creix en Tasmània, Victòria i Nova Gal·les del Sud.